# Theo Stuivinga
Theodorus Frederik (Theo) Stuivinga (Oosteinde, Ruinerwold, 5 juli 1880 - Utrecht, 19 mei 1959), meestal Th. Stuivinga genoemd, was een Nederlandse architect. Hij werkte samen met zijn jongere broer Jan Stuivinga (1881-1962), met wie hij in Zeist een architectenbureau had.

## Leven en werk

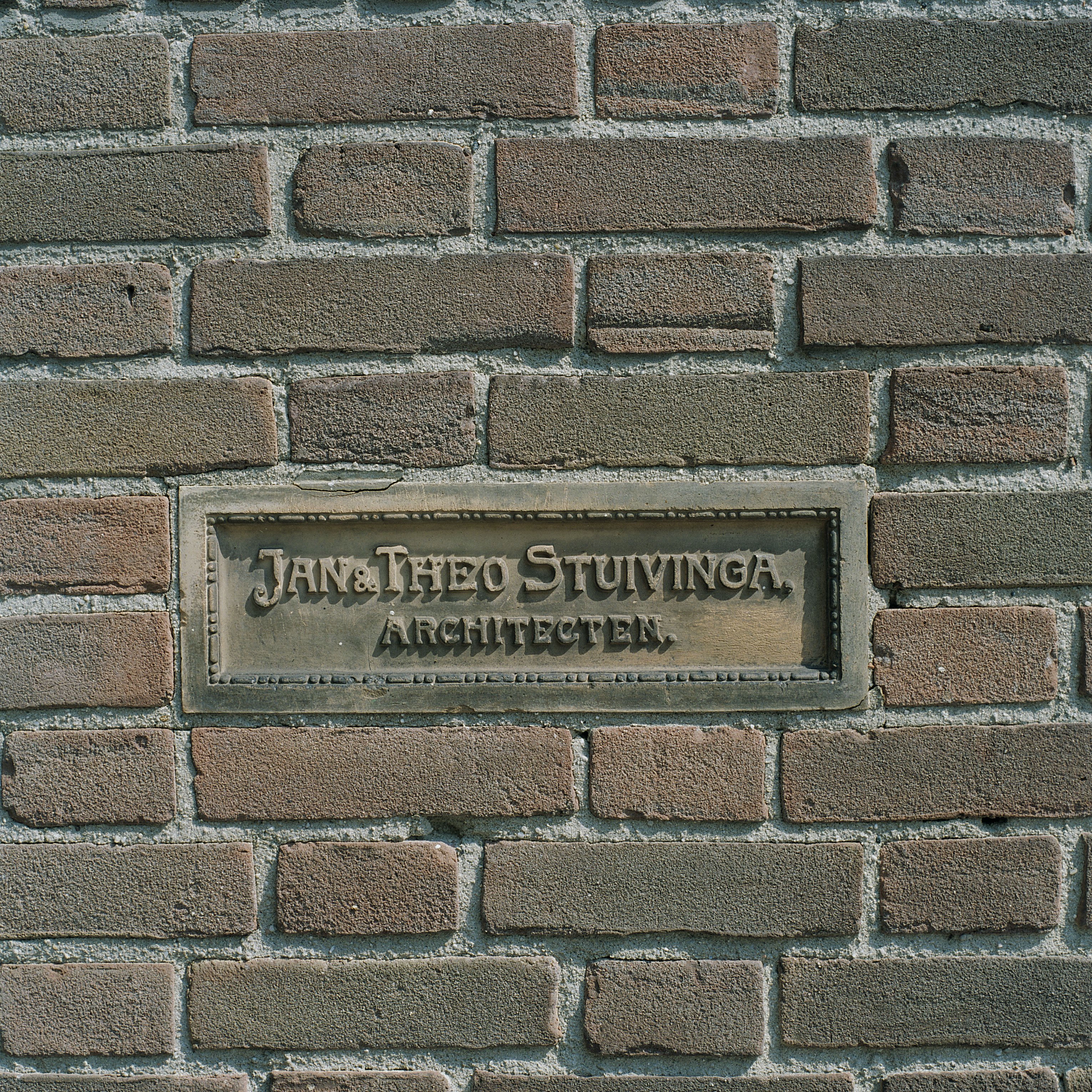
Gevelsteen in de hervormde kerk van Emmen, in 1923 gebouwd naar een ontwerp van Jan en Theo Stuivinga.

Theo Stuivinga was de oudste zoon van de opzichter Rudolph Pabus Stuivinga en Allemtje Woltersom, die beiden afkomstig waren uit de provincie Groningen en op 19 juni 1880 trouwden te Meppel. Zestien dagen later werd Theo geboren, het jaar daarop gevolgd door zijn broer Jan. De familie belandde in de Zuid-Hollandse gemeente Maassluis. In Rotterdam studeerde Theo aan de Academie van Beeldende Kunsten en Technische Wetenschappen, wat hij in 1900 voltooide. Hij werd daarna tot opzichter bij Rijkswaterstaat benoemd. Deze functie had hij nog steeds toen Jan Stuivinga in 1906 een ontwerpprijsvraag won die de Utrechtse gemeente Zeist had uitgeschreven voor een nieuw raadhuis. Bij de bouw daarvan schakelde Jan ook Theo in. Beiden verhuisden naar Zeist en vestigden daar een architectenbureau. De naamsbekendheid die het duo met het in 1908 voltooide gemeentehuis verwierf, bezorgde hun kantoor veel opdrachten. De broers ontwierpen onder meer villa's, landhuizen, bibliotheken, kerken en ziekenhuizen, zowel in de provincie Utrecht als elders in het land. Hun werken werden veelal ontworpen in een traditionalistische stijl met historiserende kenmerken.
Na de Tweede Wereldoorlog kwam het architectenbureau van de Stuivinga's minder in de belangstelling te staan. Met name vanaf de jaren vijftig associeerden ze zich regelmatig met andere architecten, meestal voor korte tijd. De samenwerking met de uit Delft afkomstige J.J. Tuynenburg Muys (1916-1994), die in 1951 bij het kantoor kwam te werken, zou echter langer duren en leidde ertoe dat het werd omgedoopt tot Stuivinga/Tuynenburg Muys. Nadat Jan Stuivinga zich in 1955 als architect had teruggetrokken, kreeg Tuynenburg Muys de leiding over het bureau en ging het verder onder de naam Tuynenburg Muys & Stuivinga. Theo Stuivinga zou er tot aan zijn dood in 1959 blijven werken.
Theo Stuivinga was meer dan een kwart eeuw lid van de vrijmetselaarsloge Unie van Utrecht.

## Werken (selectie)
Hoewel Theo Stuivinga bij vrijwel alle ontwerpen van zijn broer Jan als architect betrokken is geweest, wordt hij door de Rijksdienst voor het Cultureel Erfgoed slechts als mede-ontwerper vermeld van de volgende rijksmonumenten:
- 1923: Hervormde kerk, Emmen[1]
- 1924:  Flatgebouw met 42 woningen, Utrecht[2]
- 1924: Flatgebouw met 42 woningen, Utrecht[3]
- 1926: Herenhuis met personeelswoning, Den Haag[4]
- 1930: Hoofdgebouw van het voormalige Wilhelminaziekenhuis, Assen[5]
- 1931: Kantoorgebouw voor de firma Gerritsen en Van Kempen, Zeist[6]
- 1931-1932: Hervormde kerk met kosterswoning, Heerlen[7]